# Episodi di Elsbeth (seconda stagione)
La seconda stagione della serie televisiva Elsbeth, composta da 20 episodi, è stata trasmessa in prima visione assoluta negli Stati Uniti d'America da CBS dal 17 ottobre 2024 all'8 maggio 2025.
In Italia, la stagione viene trasmessa in prima visione assoluta su Rai 2 dal 23 giugno al 25 agosto 2025.
| nº | Titolo originale                             | Titolo italiano                 | Prima TV USA     | Prima TV Italia |
| -- | -------------------------------------------- | ------------------------------- | ---------------- | --------------- |
| 1  | Subscription to Murder                       | Abbonato all'omicidio           | 17 ottobre 2024  | 23 giugno 2025  |
| 2  | The Wrong Stuff                              | Roba sbagliata                  | 24 ottobre 2024  | 23 giugno 2025  |
| 3  | Devil’s Night                                | La notte del Diavolo            | 31 ottobre 2024  | 30 giugno 2025  |
| 4  | Diamonds Are for Elsbeth                     | Elsbeth's 11                    | 7 novembre 2024  | 30 giugno 2025  |
| 5  | Elsbeth Flips the Bird                       | Sì, Chef!                       | 14 novembre 2024 | 14 luglio 2025  |
| 6  | Gold, Frankincense, and Murder               | Regalo di Natale                | 5 dicembre 2024  | 14 luglio 2025  |
| 7  | One Angry Woman                              | La giurata numero 13            | 12 dicembre 2024 | 21 luglio 2025  |
| 8  | Toil and Trouble                             | Finale di stagione              | 19 dicembre 2024 | 21 luglio 2025  |
| 9  | Unalive and Well                             | Morto e vegeto                  | 30 gennaio 2025  | 28 luglio 2025  |
| 10 | Finance Bros                                 | Il cocco di mamma               | 6 febbraio 2025  | 28 luglio 2025  |
| 11 | Tiny Town                                    | San Valentino                   | 13 febbraio 2025 | 4 agosto 2025   |
| 12 | Foiled Again                                 | Non ammesso                     | 20 febbraio 2025 | 4 agosto 2025   |
| 13 | Tearjerker                                   | Consulenza                      | 27 febbraio 2025 | 11 agosto 2025  |
| 14 | Scenes From an Italian Restaurant            | Scene da un ristorante italiano | 6 marzo 2025     | 11 agosto 2025  |
| 15 | I See... Murder                              | Vedo... un omicidio             | 13 marzo 2025    | 11 agosto 2025  |
| 16 | Hot Tub Crime Machine                        | Meno è meglio                   | 3 aprile 2025    | 18 agosto 2025  |
| 17 | Four Body Problem                            | Non è lì dentro                 | 10 aprile 2025   | 18 agosto 2025  |
| 18 | I Know What You Did Thirty-Three Summers Ago | So cosa hai fatto               | 24 aprile 2025   | 18 agosto 2025  |
| 19 | I’ve Got a Little List                       | Ho una piccola lista            | 1º maggio 2025   | 25 agosto 2025  |
| 20 | Ramen Holiday                                | Festa del ramen                 | 8 maggio 2025    | 25 agosto 2025  |

## Abbonato all'omicidio
- Titolo originale: Subscription to Murder
- Diretto da: Nancy Hower
- Scritto da: Jonathan Tolins

### Trama
Philip Cross, appassionato d'opera lirica, è infuriato per il comportamento costantemente oltraggioso di Eddie Reese, un antipatico giovane agente di cambio che gli siede davanti. Questi, oltre a non capire nulla di opera, invita ogni volta una ragazza diversa e fa di tutto, tranne seguire lo spettacolo. Stanco di essere disturbato ad ogni rappresentazione, Philip segue Eddie a casa e lo pugnala a morte. Esaminando i selfie di Eddie scattati all'opera, Elsbeth nota Philip sullo sfondo di ognuno di essi, così lei e Kaya si recano al primo spettacolo in programma per incontrarlo. Lì incontrano il dottor Yablonsky, che racconta a Elsbeth dell'ossessione di Philip per l'opera, l'uomo dice di tenere il posto vicino vuoto in memoria della sua scomparsa moglie, ma scoprono che in realtà l'uomo non si è mai sposato. Vedendo che a Elsbeth piacciono davvero gli spettacoli, Philip la invita a casa sua, piena di cimeli delle opere. Philip mostra a Elsbeth un regalo ricevuto dal baritono della prima opera che abbia mai visto: un coltello di scena con una lama retrattile, lo stesso coltello che Philip ha usato per uccidere Eddie. Elsbeth ottiene il DNA di Philip dal suo binocolo da teatro, ma non corrisponde al campione sconosciuto. Sconcertata, Elsbeth si rende conto all'improvviso che il DNA misterioso proveniva dal baritono, il cui sangue era ancora presente quando Philip lo ha usato per uccidere Eddie; Philip inizialmente non era riuscito a bloccare la lama, quindi il suo primo colpo aveva lasciato solo un livido. Elsbeth affronta Philip nel suo appartamento e rivela che il DNA del corpo di Eddie corrisponde a quello di un vecchio costume che il baritono indossava quando si esibì a New York. Philip viene arrestato, ma elogia un'ultima volta la passione di Elsbeth per l'opera.
Il tenente Steve Connor, chiamato a sostituire Noonan, scopre che Kaya è stata ammessa per errore all'accademia di polizia senza i crediti necessari; di conseguenza, la promozione di Kaya viene sospesa finché non avrà recuperato i crediti frequentando regolari corsi part-time. Elsbeth sta portando a spasso il cane, quando un SUV nero si ferma al suo fianco e uno sconosciuto le intima di salire.
- Guest star: Christian Borle (Carter Schmidt)
- Altri interpreti: Daniel K. Isaac (Tenente Steve Connor), Daniel Davis (dott. Yablonski), Daniel Oreskes (Detective Buzz Fleming), Corey Mach (Eddie Reese), Nathan Lane (Phillip Cross), Anne-Marie Cusson (Jesse, la maschera), Bethany Tesarck (Pam), Christopher Borg (Gino Gozzi), DeAnna Supplee (Agente in uniforme), Giuseppe Ardizzone (Il barone Scarpia), Jaime Schwarz (Mandy), Janine Morita Colletti (Cio Cio-san), Kario Marcel (Sean), Katheryne Penny (Lisa)

## Roba sbagliata
- Titolo originale: The Wrong Stuff
- Diretto da: Aisha Tyler
- Scritto da: Erica Shelton Kodish

### Trama
Durante una simulazione di addestramento spaziale privata, il miliardario Neal Dorsey, produttore di vernici, viene ripetutamente umiliato dal CEO di un'azienda di fonti rinnovabili, Gavin Morrissey. Neal diventa amaramente geloso quando suo figlio lo ricopre di ammirazione, spingendolo a vendicarsi inserendo una batteria al litio nei rialzi degli stivali di Gavin. Quando Gavin entra in una centrifuga, la batteria esplode e lo uccide. Elsbeth indaga mentre ha a che fare con un affascinante vigile del fuoco che flirta costantemente con lei, e viene a sapere della rivalità tra Neal e Gavin e della tensione tra Neal e suo figlio. Quando Elsbeth scopre che l'hoverboard di Gavin ha smesso di funzionare poco prima della sua morte, ipotizza che la batteria provenga da lì, ma Neal l'ha già sostituita con un'altra batteria rubata. Tuttavia, quando Elsbeth estrae la nuova batteria, trova una punta di penna d'oro realizzata appositamente per Neal. La punta permette a Elsbeth di sigillare la custodia e Neal viene arrestato.
Si viene a sapere che la persona a bordo del SUV nero è Carter Schmidt, un collega di Elsbeth di Chicago, che le racconta che uno dei loro clienti, in un caso di divorzio di cui si erano occupati, sta divorziando per la seconda volta e che i dettagli del caso precedente stanno creando problemi con quello nuovo. Carter ordina tassativamente a Elsbeth di non discutere con nessuno dei due casi, sotto minaccia di ritorsioni da parte dello studio.
- Guest star: Christian Borle (Carter Schmidt)
- Altri interpreti: Jason Babinsky (Gavin Morrissey), Melanie Chandra (Morgan Lee), Terry Serpico (Doug Howe), Victor Williams (Aaron Pritchard), John Behlmann (Comandante dei vigili del fuoco Jake Turling), Ked Merwin (Randy Dorsey), Rob Riggle (Neal Dorsey), Nikki Coble (Giornalista)

## La notte del Diavolo
- Titolo originale: Devil’s Night
- Diretto da: Robin Givens
- Scritto da: Bryan Goluboff

### Trama
Mackenzie "Mac" Altman, un'ex attrice bambina diventata una festaiola professionista, si sveglia la mattina di Halloween senza alcun ricordo della notte precedente, se non forse che ha ucciso qualcuno. Elsbeth aiuta Mac a ripercorrere i suoi passi solo per imbattersi nel corpo del fidanzato di Mac, Sonny Miller. Mac diventa presto la principale sospettata ma non può difendersi, mentre il suo avvocato/manager Danny non consente a Elsbeth di immischiarsi. Tuttavia, Elsbeth riesce a ricostruire i movimenti di Mac sino a un bar dove si trovava poco prima che Sonny venisse ucciso. Elsbeth capisce che Mac ha ucciso Sonny ma Danny ha orchestrato l'omicidio drogandola e manipolandola. Il movente di Danny era impedire a Sonny di rivelare di essersi appropriato indebitamente del patrimonio di Mac. Danny e Mac vengono arrestati ma Elsbeth assicura a Mac che non può essere ritenuta responsabile dell'omicidio perché Danny l'ha resa incapace.
Il tenente Connor affigge un foglio di opinioni al distretto, che mostra che il morale è basso dopo l'arresto di Noonan, suggerendo al contempo che le capacità di leadership del capitano Wagner stanno vacillando. Connor insiste affinché questo problema venga risolto e Wagner ne discute con la moglie mentre riflette su come farlo.
- Guest star: Danny Mastrogiorgio (Detective Bobby Smullen)
- Altri interpreti: Daniel K. Isaac (Tenente Steve Connor), Gloria Reuben (Claudia Payne), Ryan Spahn (Danny Beck), Zolef Griggs (Sissy), Brittany O'Grady (Mackenzie Altman), Haven Burton Paschall (Roya), Dan Hoy (Jesse Fox), Angela Wong Carbone (Shannon), Chase Garland (Tommy), Alison Chace (Giornalista), Francesca Granell (Sposa), Kathryn Milewski (Drcula Sexy), Geronimo Frias (Sonny Miller), Leyla Sigirci (Ragazza alla festa)

## Elsbeth's 11
- Titolo originale: Diamonds Are for Elsbeth
- Diretto da: Mary Lou Belli
- Scritto da: Zoe Marshall

### Trama
Roslyn Bridwell, elegante donna di società, progetta una rapina con la sua migliore amica Celeste per derubare l'esclusiva gioielleria Vivian's, dopo che la nuova direttrice creativa Valentina ha impedito loro di partecipare alla grande riapertura del negozio. Quando Roslyn si rende conto che uno dei loro complici nella rapina intende smascherarli, lo avvelena con del cianuro nel tè, fingendo di essere stata avvelenata lei stessa. Elsbeth dimostra rapidamente come Roslyn abbia finto di essere avvelenata e scopre anche le sue finanze precarie; si reca nell'appartamento di Roslyn, interrompendo una riunione del gruppo di rapinatori. Judith e Hugo riescono a nascondersi, ma Elsbeth nota il caratteristico blazer di Judith e nota anche che il servizio da tavola di Roslyn non include le posate. Elsbeth capisce quindi che Roslyn ha nascosto le posate perché ha usato uno dei cucchiai di quel servizio per mescolare il veleno nel tè. Judith viene interrogata e confessa il furto. Quella notte, Roslyn, Celeste, Hugo e Judith mettono in atto il loro piano, distraendo Valentina e scambiando i gioielli, con Hugo che scappa con i veri gioielli. Roslyn cerca anche di rubare un cucchiaio per sostituire quello mancante dal suo servizio di posate ma Elsbeth, Kaya, Wagner e la detective Donnelly la smascherano, avendo già trovato il servizio incompleto, e Roslyn viene arrestata, mentre a Judith viene concesso un accordo. Anche Hugo viene arrestato prima che possa fuggire e i gioielli vengono recuperati. Successivamente Judith fugge a Parigi, dopo aver rubato tutti i gioielli di Roslyn mentre si nascondeva dopo che Elsbeth si era intromessa nella riunione.
Kaya si trasferisce da Elsbeth, che sta ristrutturando il suo appartamento, così da poter affittare una stanza per pagarsi le lezioni universitarie. Kaya insiste per pagare l'affitto ma Elsbeth ritiene che la loro amicizia le dia diritto a un soggiorno gratuito. Alla fine, Elsbeth cede, a condizione che organizzino una serata obbligatoria a base di yogurt gelato. Nel frattempo, Wagner cerca di portare allegria sul posto di lavoro organizzando una lotteria per un pranzo gratuito ma non ottiene il successo sperato.
- Guest star: Molly Price (Detective Donnelly)
- Altri interpreti: Becky Ann Baker (Judith), Jenn Lyon (Celeste), Katie Lee Hill (Valentina), Adrian Martinez (Hugo), Patrick Breen (Claude Tobia), Vanessa L. Williams (Roslyn Bridwell)

## Sì, Chef!
- Titolo originale: Elsbeth Flips the Bird
- Diretto da: Ron Underwood
- Scritto da: Sarah Beckett

### Trama
La rinomata chef Genevieve Hale si prepara a intrattenere il famoso uomo d'affari Roger Montebello nel suo esclusivo ristorante, sperando di ottenere un posto nella sua lussuosa catena alberghiera. Tuttavia, il suo capocuoco Jordan vende prenotazioni in eccesso per sabotare l'incontro con Montebello come vendetta per aver subito il temperamento esplosivo di Genevieve. Quando Genevieve lo affronta, Jordan la istiga ad aggredirlo con un batticarne e quando Genevieve si rende conto che Jordan ha registrato l'aggressione, lo uccide strangolandolo accecata dalla rabbia. Cancella il video di Jordan e si infligge delle ferite per simulare che sia stato qualcun altro ad aggredirli. Elsbeth inizia subito a dubitare della storia di Genevieve dopo aver appreso dei suoi trascorsi violenti. Genevieve cerca di impedirle prenotare nel suo ristorante ma Nadine Clay la invita come ospite. Elsbeth scopre presto l'accordo tra Genevieve e Montebello, così come il piano di Jordan di vendere prenotazioni alle spalle di Genevieve. A casa, Elsbeth cerca di preparare il piatto più famoso di Genevieve, con risultati disastrosi ma che le permettono di risolvere il caso: Genevieve aveva rovesciato il cibo mentre allestiva la scena del crimine, dimostrando di essere pienamente cosciente al momento dell'omicidio. Colta in contraddizione, Genevieve viene arrestata.
Il tenente Connor scopre che Elsbeth e Kaya convivono, il che fa preoccupare Kaya per la sua promozione. Nel frattempo, Elsbeth viene contattata dalla pop star Tru-Rose, sua ex cliente, che le chiede di aiutarla in tribunale ma Elsbeth si rifiuta. Wagner organizza una serata di poker per i detective ma anche questa non finisce bene con Elsbeth che vince l'intera posta.
- Guest star: Molly Price (Detective Donnelly)
- Altri interpreti: Daniel K. Isaac (Tenente Steve Connor), Micaela Diamond (Detective Edwards), Jack Davenport (Sam), Laura Benanti (Nadine Clay), Ciara Renée (TruRose), Daniel Oreskes (Detective Buzz Fleming), Aaron Gonner (Jordan Humphries), Pamela Adlon (Genevieve Hale), Meredyth Kenney (intervistatrice), Keeley Miller (Grace), Emma McNulty (Maddie), John-Henry Hirozawa (Malcolm), Drew Moore (Mr. Montebello), Christopher Borg (Francois Deluc)

## Regalo di Natale
- Titolo originale: Gold, Frankincense, and Murder
- Diretto da: Rachel Raimist
- Scritto da: Erica Larson

### Trama
Una famosa coppia di organizzatori natalizi, Dirk e DeeDee Dashers, si sta preparando a lanciare la loro nuova collezione di decorazioni vintage. DeeDee dice a Dirk di voler divorziare ma Dirk si rifiuta per paura che questa decisione possa rovinare il loro marchio. Dirk dice a DeeDee che possono separarsi ufficialmente dopo le vacanze ma in segreto progetta di ucciderla. DeeDee scopre il suo piano e manomette i cavi di un albero di Natale, riuscendo a fulminarlo a morte. Elsbeth e Kaya indagano sull'incidente e presto scoprono sia il piano omicida di Dirk sia la sua relazione con un'assistente dell'addetto stampa dei Dashers. Elsbeth risolve il caso dimostrando che DeeDee ha sventato il piano di Dirk indossando guanti neri isolanti, gli stessi che aveva indossato per sfilacciare i cavi che hanno ucciso Dirk. Elsbeth dimostra la colpevolezza di DeeDee a causa della lampadina fulminata che interrompeva la combinazione di colori che DeeDee, daltonica, non aveva notato.
Kaya ha superato brillantemente gli esami universitari e decide di lasciare l'appartamento di Elsbeth, lasciandola completamente sola per le vacanze di Natale, dato che suo figlio Teddy le trascorrerà con suo padre. Nel frattempo, Wagner si rivolge a Elsbeth per avere idee sul regalo di Natale per sua moglie Claudia; alla fine, Elsbeth gli suggerisce lezioni di ballo di coppia. Kaya e Wagner sorprendono Elsbeth avendo convinto Teddy a passare le vacanze a New York.
- Guest star: Molly Price (Detective Donnelly)
- Altri interpreti: Christopher Fitzgerald (Dirk Dashers), Dan Bucatinsky (Kidder Hawes), Vanessa Kai (Gisela Mott), Ben Levi Ross (Teddy Tascioni), Vanessa Bayer (DeeDee Dashers), Jakob Winter (Grayden), Lynn Favin (Holly), Micheal Ivan Carrier (Laird), Stephen Mark Lukas (Comandante dei vigili del fuoco Lee Sparks)

## La giurata numero 13
- Titolo originale: One Angry Woman
- Diretto da: Lionel Coleman
- Scritto da: Eric Randall

### Trama
Delia Bates ha un incontro di sesso con il suo vicino di casa Andy Mertens, nell'appartamento dello stesso. Quando Delia va a fare la doccia, un uomo entra nell'appartamento di Andy e lo uccide con una mazza da baseball. Delia viene accusata dell'omicidio di Andy, mentre si scorre che l'assassino è il giudice Milton Crawford che presiede il processo. Elsbeth viene nominata nella giuria di Delia e presto si accorge che Crawford sembra manipolare il procedimento a favore dell'accusa, infatti la donna è difesa da un avvocato incompetente e il giudice ha scelto giurati che potrebbero risultare inadatti. Ciononostante, Elsbeth riesce a provare che qualcun altro fosse nell'appartamento quella notte, sebbene non riesca a determinarne l'identità, come il fatto che la mazza da baseball usata per l'omicidio non è quella della squadra preferita di Andy e Delia, ma della squadra avversaria. Per i giurati le prove acquisite sono sufficienti per scagionare Delia. Dopo il processo, Elsbeth inizia finalmente a capire che Crawford potrebbe essere il vero assassino, ma non ha nulla per dimostrare i suoi sospetti.
Il figlio di Elsbeth, Teddy, è ancora a casa di sua madre e Kaya gli fa da guida in giro per New York. Nonostante si diverta, Teddy insiste per sapere perché sua madre abbia lasciato Chicago all'improvviso, cosa che Elsbeth fatica a spiegare. Il tenente Connor inizia a cercare di migliorare il distretto ingigantendo le piccole lamentele dei detective ma Wagner lo convince a darsi una calmata.
- Guest star: Daniel K. Isaac (Tenente Steve Connor)
- Altri interpreti: Ben Levi Ross (Teddy Tascioni), Nikki Crawford (Sonali Mani), Scott Adsit (Chaz Milano), Meredith Holzman (Delia Kirby), Quincy Dunn-Baker (Andrew Mertens), Michael Emerson (Giudice Milton Crawford), Brian Anthony Wilson (agente del Tribunale), Cedric Benjamin (Fred), Danny Doherty (George Scavone), Marceline Hugot (Francine), Max Mendoza Crumm (Lonny), Ray Elizabeth (Sadie Davenport), Sasha Hutchings (Joan), Sojourner Brown (potenziale giurato)

## Finale di stagione
- Titolo originale: Toil and Trouble
- Diretto da: Darren Grant
- Scritto da: Matthew K. Begbie

### Trama
L'attrice televisiva Regina Coburn sta per lasciare il suo ruolo, che ricopre da molte stagioni, nel poliziesco Father Crime per recitare in una produzione londinese di Macbeth, con il suo personaggio ricoverato in coma per giustificare la sua assenza. Tuttavia, per accontentare la rete, lo showrunner Calvin Reed fa riscrivere la sceneggiatura, costringendo Regina a rimanere a New York per le riprese aggiuntive e quindi a perdere la produzione di Macbeth. Furiosa, perché Calvin sta sabotando l'opportunità di dare una svolta alla sua carriera, Regina decide di ucciderlo. Distrae il resto del cast e della troupe noleggiando un camioncino dei gelati, poi entra di nascosto nell'ufficio di Calvin, che sta aspettando una massaggiatrice, e gli conficca il tacco di una scarpa a spillo nell'occhio, uccidendolo. L'omicidio assomiglia in modo inquietante a una sceneggiatura originale scritta da un fan appassionato, che la polizia attira in una trappola e lo arresta. Elsbeth, tuttavia, crede che Regina sia implicata dopo aver scoperto le liti tra lei e Calvin. Alla fine Elsbeth dimostra la colpevolezza di Regina scoprendo che non ha mai letto tutte le battute del copione, ma solo quelle della sua parte, e quindi non si è resa conto che lo stiletto nel copione era in realtà un coltello.
Kaya incontra sulla scena del crimine un affascinante medico legale e lo invita a trasferirsi nella stanza degli ospiti a casa sua, che ha appena ristrutturato. Elsbeth ottiene la trascrizione del processo a Delia Kirby ma il giudice Crawford lo scopre e informa il capitano Wagner. Wagner affronta Elsbeth, che gli dice di sospettare che Crawford sia il vero assassino. Wagner accetta di aiutare Elsbeth nelle indagini ma la avverte che Crawford è estremamente potente. Kaya e Crawford scoprono entrambi il ruolo di Elsbeth nel caso Van Ness a Chicago, dopo che l'identità del team legale viene rivelata al telegiornale nazionale.
- Guest star: Sullivan Jones (dott. Cameron Clayden)
- Altri interpreti: Dominic Fumusa (Jack Wilson), William M. Finkelstein (Calvin Reed), Daniel Oreskes (Detective Buzz Fleming), Meredith Holzman (Delia Kirby), Michael Emerson (Giudice Milton Crawford), Laurie Metcalf (Regina Coburn), Karen Vicks (impiegata del tribunale), Kevin Townley (Dane), Logan Crawford (giornalista della TV), Malachy Cleary (sergente Adam Hooks), Alexandra Templer (la massaggiatrice Heidi), Amy Keum (Gia), Buzz Roddy (Devin Riggs), Jesse Castellanos (agente in uniforme)

## Morto e vegeto
- Titolo originale: Unalive and Well
- Diretto da: Nancy Hower
- Scritto da: Leah Nanako Winkle

### Trama
Il guru della medicina alternativa Tom Murphy uccide uno dei suoi clienti, Cole Campbell, determinato a dimostrare che Tom stava ancora seguendo un trattamento che ha portato alla morte di sua sorella. Tom inietta olio di sesamo nel cibo che Cole teneva nell'auto, provocandogli una reazione allergica fatale. L'indagine di Elsbeth svela una serie di losche pratiche commerciali da parte di Murphy.
Kaya è infastidita nello scoprire che Elsbeth ha occultato le prove del caso Van Ness che dimostravano la sua violenza domestica. Durante il ritiro, Elsbeth ha un crollo nervoso.
- Guest star: Danny Mastrogiorgio (Detective Bobby Smullen)
- Altri interpreti: Daniel K. Isaac (Tenente Steve Connor), Marcia DeBonis (Sheryl), Michael Hsu Rosen (Cole Campbell), Jenn Colella (Capitano Kershaw), Eric McCormack (Tom Murphy), Andrea Gallo (Cathy), Cailen Fu (Starlight), Cara Rose DiPietro (Weena), Dan Cordle (Ron), Evgeniya Radilova (Bonnie), Katie Kuang (Lydia), Megan Robinson (Tonya)

## Il cocco di mamma
- Titolo originale: Finance Bros
- Diretto da: Nick Gomez
- Scritto da: Anju Andre-Bergmann ed Eric Randall

### Trama
Peter Hepson uccide il suo fratello gemello Bill, dopo che quest'ultimo ha deciso di dimettersi dalla società di venture capital che avevano fondato insieme. Peter si traveste da Bill per entrare nel suo palazzo e rilascia un'intervista telefonica a un telegiornale per crearsi l'alibi. I sospetti di Elsbeth si rivolgono su Bill dopo aver parlato con un venditore di ciambelle che Peter frequentava, rendendosi conto che quel giorno il venditore aveva erroneamente identificato Bill come Peter.
Elsbeth induce Van Ness a minacciarla pubblicamente e a farsi arrestare per un reato minore. Una conseguenza legale di ciò è la perdita del segreto professionale tra avvocato e cliente, consentendo così a Elsbeth di difendersi dalle accuse di soppressione delle prove.
- Guest star: Danny Mastrogiorgio (Detective Bobby Smullen)
- Altri interpreti: Daniel K. Isaac (Tenente Steve Connor), Michael Park (Van Ness), Tina Benko (Ava Mornay), Christian Borle (Carter Schmidt), Alan Ruck (Peter/Bill Hepson), Brent Langdon (Gerald), Bridget Kim (Jessica), David Chen (avvocato), Ed Moran (Conrad Deckles), Ethan Herschenfeld (Duncan), Federico Parra (aiuto cameriere), Nikki Coble (giornalista), Porter Pickard (Tim)

## San Valentino
- Titolo originale: Tiny Town
- Diretto da: Robert King
- Scritto da: Zoe Marshall

### Trama
Angus Oliphant-Donnachaidh, cantautore scozzese, partecipa al lancio di Iris, un portale video 24 ore su 24, 7 giorni su 7, dal bar del suo paese, mentre guarderà dal vivo il via vai di una piazza di New York. Angus rimane inorridito nel vedere una giovane donna di New York venire aggredita e morire soffocata, non prima di essere avvicinata da un uomo misterioso. Elsbeth arrivata sulla scena capisce che Angus ha visto tutto e a causa della mancanza di audio, si scrive il numero di telefono su una mano, così che il musicista la possa chiamare. Con l'aiuto di Elsbeth, riescono a identificare la vittima: la consulente di cosmesi Hayley Ritter. La sua morte viene archiviata come overdose di fentanyl, cosa a cui il suo fidanzato Charles si rifiuta di credere. Mentre Elsbeth e Kaya sospettano che Charles sia l'assassino, la loro indagine sull'attività online di Hayley rivela che stava parlando con una giornalista attraverso canali criptati. Quando Elsbeth scopre che anche la giornalista è morta per overdose di fentanyl, capisce che non si tratta di una coincidenza. Dopo aver parlato con altri spettatori scozzesi che hanno assistito al lancio di Iris, Elsbeth va nell'ufficio di Thorwald, l'ex capo di Hayley, solo per scoprire che è lui l'assassino descritto da Angus, trovando la giacca. Il lavoro di ricerca e sviluppo di Hayley le aveva consentito di scoprire una pericolosa sostanza cancerogena in uno dei prodotti dell'azienda, ma Thorwald aveva falsificato un test positivo per licenziarla e insabbiare i risultati. Quindi Hayley aveva collaborato con la giornalista per smascherare l'azienda, ma Thorwald le aveva uccise entrambe usando un flacone di profumo pieno di fentanyl. Kaya e Wagner riescono a irrompere nell'ufficio di Thorwald giusto in tempo per impedirgli di avvelenare Elsbeth, Angus quando il cellulare dell'avvocato si è scaricato ha notato l'uomo misterioso e l'ha visto in faccia. Elsbeth e Angus, giunto in America, passeranno insieme la festa di San Valentino a Manhattan.
- Guest star: Sullivan Jones (dott. Cameron Clayden)
- Altri interpreti: Micaela Diamond (Detective Edwards), Gloria Reuben (Claudia Payne), Alex Hurt (Charles Jeffries), Adam Kaplan (Rob), Alfredo Narciso (Howard Thorwald), Ioan Gruffudd (Angus Doyle), Alec Nevin (George Singh), Anthony Bradford (ritrattista), Barbara Kingsley (Fanny Murray), Desi Oakley (commessa), Evan Alexander Smith (Stewart), Heather Makalani (ragazza in topless), Kara Rosella, Kerry Flanagan (Fiona)

## Non ammesso
- Titolo originale: Foiled Again
- Diretto da: Sam Hoffman
- Scritto da: Jonathan Tolins

### Trama
Ethan Brooks, il nuovo direttore delle ammissioni a un'università della Ivy League, si rifiuta di ammettere i candidati che hanno usufruito del supporto di OutMatch, un'agenzia di formazione per l'ammissione al college. Ex cliente di OutMatch, Ethan nutre rancore nei confronti del proprietario dell'azienda, Lawrence Grey, per averlo "costretto" a iscriversi a università della Ivy League invece di dedicarsi alla sua passione per la recitazione, quindi rifiuta tutti i clienti di OutMatch per pura vendetta. Riconoscendo la minaccia che Ethan rappresenta per la sua attività, Lawrence ne pianifica l'omicidio: sfida Ethan a un duello di scherma ma manomette il casco di Ethan con una quantità di peli di gatto sufficiente a scatenare un fatale attacco d'asma. Lawrence incolpa la mascotte dell'università, Quad Cat, per quello che è successo al casco ma Elsbeth e il suo team escludono tale l'ipotesi una volta scoperto che l'animale era ipoallergenico.
Elsbeth capisce che il giudice Crawford nasconde un segreto.
- Guest star: Sullivan Jones (dott. Cameron Clayden)
- Altri interpreti: Molly Price (Detective Donnelly), Daniel K. Isaac (Tenente Steve Connor), Ben Levi Ross (Teddy Tascioni), Rob McClure (Ethan Brooks), Cassidy Layton (Mandy Grey), Hayward Leach (Roy), Michael Emerson (Giudice Milton Crawford), Matthew Broderick (Lawrence Grey), Vandit Bhatt (Dave), Stella Wunder (Kelly Davis), Rebecca Watson (signora Larkin), Olivia Elease Hardy (Beth), Martin Barabas (Hank), Maggie Bofill (Denise)

## Consulenza
- Titolo originale: Tearjerker
- Diretto da: Peter Sollett
- Scritto da: Leah Nanako Winkler

### Trama
Dopo un'abbondante cena con la sua consulente lifestyle Chloe, il magnate immobiliare Nathan Jordan viene trovato morto, il mattino successivo, dalla moglie separata Deborah e dal suo fidanzato, il dottor Yamamoto. La coppia viveva ancora con Nathan come suoi assistenti dopo che Nathan era stato dichiarato legalmente incapace di intendere e di volere. Elsbeth viene raggiunta dal detective Rivers, appena arrivato nel distretto di Wagner, che sospetta immediatamente di Deborah e Yamamoto dopo aver trovato un flacone di pillole di pentobarbital. Utilizzando i registri di Nathan, Elsbeth riesce a rintracciare Chloe, che si presenta come personal stylist. Nega di essere stata a casa di Nathan la notte della sua morte e non esiste alcun video che la mostri entrare o uscire dall'edificio. L'aggressivo interrogatorio di Rivers a Yamamoto rivela che Chloe lo aveva incontrato come cliente e che lui teneva una grande quantità di farmaci a base di pentobarbital. Elsbeth risolve il caso dopo aver trovato il DNA di Chloe sulla pagina di un libro di poesie di Nathan, giungendo a una conclusione sorprendente: la morte di Nathan è stata un caso di suicidio assistito. Stanco del deterioramento del suo corpo, Nathan Jordan aveva chiesto a Chloe di rubare i farmaci perché li potesse assumere volontariamente nella sua ultima notte di vita, con l'intenzione di incastrare Deborah e Yamamoto per la sua morte come vendetta per averlo messo sotto tutela, quindi aveva chiesto a Chloe di gettare i sacchetti del cibo da asporto nello scivolo della spazzatura per eludere le telecamere di sicurezza e impedire che Chloe venisse ripresa. Chloe viene arrestata, fiduciosa che il suo avvocato possa trovare un accordo.
Il capitano Wagner apprende che il detective Rivers è un raccomandato in quanto nipote del capo dei detective.
- Guest star: Larry Pine (Nathan Jordan)
- Altri interpreti: Victoria Clark (Deborah Jordan), Jenn Colella (Capitano Kershaw), Phil Nee (dott. Jason Yamamoto), Braeden De La Garza (Detective Rivers), Jordana Brewster (Chloe), Paulie Deo Jr. (barista), Michael Di Liberto (Michael), Matthew J. Ballinger (Brad Adams), Ken Maharaj (Jeff), Jeffrey Grover (David Simmons), Han Van Sciver (Desire), Benjamin Howes (Walter, direttore di Sky's), Atticus Cain (Chad Mackie)

## Scene da un ristorante italiano
- Titolo originale: Scenes From an Italian Restaurant
- Diretto da: Robin Givens
- Scritto da: Bryan Goluboff

### Trama
Elsbeth, Teddy e il suo ragazzo Roy, fanno un giro a New York tra le scene del crimine più famose della metropoli, tra cui il ristorante Pupetta's, a Little Italy. Nel 1998, un sicario della famiglia mafiosa Del Ponte, Goldie Moresco, fu assassinato dalla famiglia rivale Nova, scatenando una guerra tra mafiosi che spazzò via entrambe le famiglie tranne la figlia del capo dei Del Ponte, Pupetta, che dà il nome al ristorante. Elsbeth nota che alcuni punti della storia non tornano e cerca di interrogare Gene Genetti, un ex cameriere che avrebbe assistito all'omicidio di Goldie e ora è il marito di Pupetta. Gene accetta di incontrare Elsbeth, ma rimane ferito in un incidente stradale, il che lo spaventa e lo spinge a non dire nulla a Elsbeth. Elsbeth sospetta che Pupetta abbia minacciato Gene per costringerlo al silenzio e cerca di parlarle al ristorante, ma il figlio di Gene e Pupetta, Gene Jr., proibisce a Elsbeth di entrare, la donna nota che stranamente il ragazzo è più alto di entrambi i genitori. Dopo aver scoperto che sul volto di Goldie c'erano dei graffi che non erano mai stati testati per il DNA, Elsbeth cerca di far riesumare il corpo, ma il giudice Crawford la ostacola usando la sua influenza. Rifiutandosi di arrendersi, Elsbeth convince Gene a confessare l'omicidio di Goldie, pur essendo innocente, costringendo il giudice Crawford a consentire l'esumazione del corpo. Tornata al ristorante, Elsbeth rivela la verità: Goldie era in realtà il padre biologico di Gene Jr. ( notando la somiglianza tra i due da una foto dell' uomo) , ma Pupetta lo aveva ucciso in preda all'ira quando lui si era rifiutato di ammetterlo. Gene Sr., che aveva assistito all'omicidio, stipulò un accordo con Pupetta: lui l'avrebbe coperta e avrebbe rivendicato il bambino come suo in cambio della rinuncia alla sua vita criminale. Pupetta, quando ha scoperto che stava parlando con Elsbeth, ha ordinando a uno dei suoi tirapiedi di seguirlo. Elsbeth, che è riuscita a ottenere un campione del DNA di Gene Jr. combinato con un'unghia di Pupetta conficcata nel corpo di Goldie, può finalmente chiudere il caso. Jr. indipendentemente dalla verità e tutto stringe Gene Sr. in quanto lo considera il suo unico padre.
Kaya sarà promossa detective e il capitano Wagner e il tenente Connor dovranno cercare un nuovo agente da affiancare a Elsbeth.
- Guest star: Daniel K. Isaac (Tenente Steve Connor)
- Altri interpreti: Ben Levi Ross (Teddy Tascioni), Daniel Oreskes (Detective Buzz Fleming), Murray Hill (Henry Fellig), Adam Ferrara (Gene Genetti Sr.), Hayward Leach (Roy), Michael Emerson (Giudice Milton Crawford), Alyssa Milano (Pupetta Del Ponte), Luciana Capuano (Pupetta da giovane), Ryan O'Dell (Gene Genetti Sr. da giovane), Alison Chace (giornalista), Adam Fontana (Eddie Nova), Anthony Pyatt (Gene Genetti Jr.)

## Vedo... un omicidio
- Titolo originale: I See... Murder
- Diretto da: Rob Hardy
- Scritto da: Sarah Beckett e Wade Dooley

### Trama
La famosa sensitiva Marilyn Gladwell usa i suoi poteri per manipolare la sua cliente Phyllis Pierson, convincendola a vendere l'azienda alimentare del suo defunto marito a una società concorrente in cui Marilyn ha investito in segreto. Tuttavia, Tim, il figliastro di Phyllis, impedisce che la vendita si concretizzi, intuendo che Marilyn ha un secondo fine. Riconoscendo in Tim l'ultimo ostacolo alla sua speculazione, Marilyn lo uccide ingannandolo su un'app di incontri, attirandolo a Central Park dove lo colpisce una freccia. Quando Phyllis denuncia la scomparsa di Tim due giorni dopo, Marilyn conduce Elsbeth e Kaya nel luogo della scomparsa, con il pretesto delle sue visioni. Elsbeth diffida immediatamente di Marilyn, che però le fornisce un alibi: era al telefono con una sua cliente al momento dell'omicidio. Elsbeth scopre in seguito che l'appuntamento di Tim la sera dell'omicidio era da un falso profilo, mentre Kaya scopre che la freccia era stata venduta in un emporio della Pennsylvania. Ulteriori indagini rivelano che l'assistente di Marilyn, Reagan, ha precedenti penali; sotto costrizione, la donna ammette di essere stata lei a parlare al telefono con il cliente quella sera, non Marilyn. Quindi Phyllis, su suggerimento di Elsbeth, chiede di contattare di nuovo gli spiriti e Marilyn sembra contattare un altro familiare defunto che Tim aveva menzionato nel suo profilo di incontri. Tuttavia, Marilyn si tradisce, in quanto quel parente era falso: l'unico modo in cui avrebbe potuto saperlo era che fosse stata lei a creare il falso profilo.
Kaya svolge le indagini come detective ed Elsbeth viene affiancata dall'agente Nikki Reynolds.
- Guest star: Daniel K. Isaac (Tenente Steve Connor)
- Altri interpreti: Jill Eikenberry (Phyllis Pierson), Max Jenkins (Tim Pierson), b (agente Nikki Reynolds), Tina Benko (Ava Mornay), Kate Rigg (Reagan Lott), Tracey Ullman (Marilyn Gladwell), Buzz Anderson II (Harlan Wike), Arianna Gayle Stucki (Jill), Mihir Kumar (Brad), Julia Scotti (moglie di Harlan)

## Meno è meglio
- Titolo originale: Hot Tub Crime Machine
- Diretto da: James Whitmore Jr.
- Scritto da: Erica Larson e Jonelle Lightbourne

### Trama
Freya Frostad, esperta di decluttering e sostenitrice del «meno è meglio», uccide il marito Axel dopo essere diventata gelosa della sua relazione con la loro amante comune Taylor. Volendo Taylor tutta per sé, Freya intrappola Axel nella loro vasca idromassaggio e usa un robot domestico per bloccarne l'apertura.
- Guest star: Sullivan Jones (dott. Cameron Clayden)
- Altri interpreti: Micaela Diamond (Detective Edwards), Ben Levi Ross (Teddy Tascioni), Jess Darrow (Taylor), Will Swenson (Axel Frostad), Hayward Leach (Roy), April Matthis (Misty Ritt), Mary-Louise Parker (Freya Frostad), Paco Lozano (Art), Sean Boyce Johnson (Broc)

## Non è lì dentro
- Titolo originale: Four Body Problem
- Diretto da: Bille Woodruff
- Scritto da: Erica Shelton Kodish e Sarah Beckett

## So cosa hai fatto
- Titolo originale: I Know What You Did Thirty-Three Summers Ago
- Diretto da: Joe Menendez
- Scritto da: Matthew K. Begbie e Eric Randall

## Ho una piccola lista
- Titolo originale: I’ve Got a Little List
- Diretto da: Lily Mariye
- Scritto da: Erica Shelton Kodish

## Festa del ramen
- Titolo originale:
- Diretto da: Lionel Coleman
- Scritto da: Jonathan Tolins